# Samborek (Skawina)
Samborek (niem. Schönberg) – osiedle nr 7 miasta Skawiny w województwie małopolskim. Położone jest w północno-wschodniej części miasta, po obu stronach rzeki Skawinki.
Wieś opactwa benedyktynów tynieckich w powiecie szczyrzyckim województwa krakowskiego w końcu XVI wieku. 

## Historia
Najstarsza wzmianka o wsi Sinbark znajduje się przywileju króla Kazimierza Wielkiego dla miasta Skawiny z 1364 r. W 1456 r. nazwa została zapisana jako Sthymborg, zaś Jan Długosz w Liber Beneficiorum Dioecesis Cracoviensis z lat 1470–1480 podaje nazwę Sthymbork. Nazwy te pochodziły prawdopodobnie od zniekształconej nazwy niemieckiej Schönberg (Piękna Góra). W XVI w. wieś zapisywano jako Sthimborg, Szymborg, Szymbark lub Sztymborg. Dopiero w drugiej połowie XIX w. utrwaliła się nazwa Samborek. 
Początkowo wieś stanowiły dwa gospodarstwa. Jej rozwój rozpoczął się w XVI w. W 1682 r. miejscowość stanowiło 9 chałup, zaś pod koniec XVII w. już 59. W grudniu 1815 r. wieś liczyła 23 rodziny, zaś w X tomie Słownika geograficznego Królestwa Polskiego i innych krajów słowiańskich jest informacja o 53 domach i 284 mieszkańcach, z których 276 było katolikami, a 8 żydami. 
Do roku 1816 Samborek był własnością benedyktynów z Tyńca. Później, do 1853 r. władali nim dzierżawcy. Po uniezależnieniu od dworu, wieś przeszła na własność kurii biskupiej i wkrótce została wykupiona przez samborskich i tynieckich chłopów.
W 1918 r. stał się częścią gminy Tyniec, zaś po jej likwidacji w 1941 r. został przeniesiony do gminy Skawina. 1 stycznia 1973 r. Samborek został przyłączony do Skawiny i podzielony na ulice. 

## Gospodarka
Pierwszy młyn w Samborku stanął na wzniesieniu Boconiec ok. 1381 r. Młyn na Skawince powstał w 1796 r. i istniał do powodzi w 1847 r. Znajdował się on w pobliżu obecnej ulicy Piastowskiej. Wieś słynęła także z karczmy, która w XVII wieku istniała przy trakcie do Tyńca. W latach 50. i 60. XX wieku istniały w Samborku żwirownie.